# 2166 Handahl
2166 Handahl este un asteroid din centura principală, descoperit pe 13 august 1936 de Grigori Neuimin.